# 온시큐어홀딩스
온시큐어홀딩스(Onsecureholdings)는 대한민국 정보보안 소프트웨어 개발 기업 아이넷캅과 시큐리온의 지주사로 2017년 9월 27일 설립됐다.

## 역사
아이넷캅이 글로벌 성장 전략의 일환으로 2017년 지주사인 온시큐어홀딩스를 설립했다. 이후 2019년 또 다른 사업회사인 시큐리온을 설립하며 지주사 체제를 공식화했다.
사업회사 아이넷캅은 보안원천 기술 개발과 국가 과제를, 시큐리온은 차세대 안티바이러스 솔루션의 보급과 판매를 담당한다.

## 자회사 및 관계사
- 아이넷캅: 2005년 1월 20일 설립된 정보보안 기술 기업으로 안티바이러스, 악성 앱 분석, 커널 보안 기술을 보유하고 있다.
- 시큐리온: 2019년 5월 15일 설립됐으며, 머신러닝 기반의 모바일 IoT 보안 솔루션 브랜드 On(온) 시리즈 사업을 전담하고 있다.

## 같이 보기
- 아이넷캅
- 시큐리온